# AFC Cup 2021
De  AFC Cup 2021 was de  achttiende editie van de  AFC Cup, een jaarlijks voetbaltoernooi voor clubs uit Azië. Het toernooi werd georganiseerd door de Asian Football Confederation.
In de finale op 5 november 2021 versloeg Muharraq Club uit Bahrein de Oezbeekse club FC Nasaf.